# Daniela Lager
Daniela Lager (* 14. Mai 1964) ist eine Schweizer Moderatorin und Journalistin.

## Leben
Lager absolvierte eine kaufmännische Lehre bei einem Verlag. Ihre Grundausbildung als Journalistin erhielt sie 1984 bis 1985 berufsbegleitend am Medien-Ausbildungs-Zentrum in Luzern. Von 1986 bis 1987 war sie Moderatorin und Redaktorin beim Schaffhauser Radio Munot im Nachrichten- und Magazinbereich. In den folgenden Jahren war sie von 1988 bis 1994 Redaktorin/Moderatorin beim Schweizer Radiosender Radio Z. Von 1994 bis 1998 war sie Moderatorin und Redaktorin beim Lokal-Fernsehsender TeleZüri, zusätzlich arbeitete sie zeitweise im Teilpensum bei Radio 24.
Einem breiten Publikum wurde sie bekannt, als sie von 1998 bis 1999 als Moderatorin beim neuen nationalen Privatfernsehsender Tele24 von Roger Schawinski auftrat. Parallel dazu arbeitete sie dort auch als Redaktorin in der Nachrichtenabteilung. 1999 wechselte sie zum Schweizer Fenster der Sender RTL und ProSieben, dort war sie Moderatorin/Redaktorin der Nachrichtensendung.
Im Jahr 2000 ging sie zum Schweizer Fernsehen (SF) und arbeitete dort als Moderatorin und Redaktorin beim Mittagsmagazin. Seit 2003 moderierte sie die Nachrichtensendung 10vor10 im Wechsel mit Christine Maier (bis Oktober 2013), Andrea Vetsch (seit Mai 2014), Stephan Klapproth (bis 2015) und Arthur Honegger. Diese Tätigkeit wurde kurz während einer Babypause im Jahr 2005 unterbrochen.
Im Juli 2016 kündigte SRF an, dass Daniela Lager die Moderation von 10vor10 auf Ende Jahr beenden wird. Sie werde weiterhin als Redaktorin und Reporterin für die Sendung arbeiten. Von Oktober 2016 bis Ende Dezember 2022 moderierte sie die Radiosendung «Persönlich» auf Radio SRF 1. Seit November 2019 moderiert Lager die Fernsehsendung Puls auf SRF 1, dafür gab sie ihr Pensum als TV-Newsjournalistin auf.
Lager ist verheiratet, hat zwei Kinder und wohnt in Zürich.